# Pedro Paulo Alves Vieira dos Reis
Pedro Paulo Alves Vieira dos Reis, meglio noto come Pedro Paulo (Rio de Janeiro, 10 febbraio 1994), è un calciatore brasiliano, attaccante dell'Al-Bahrain.

## Carriera

### Club
Ha giocato nella massima serie dei campionati brasiliano e vietnamita. Inoltre, ha giocato 4 partite nella fase a gironi della AFC Champions League.

### Nazionale
Con la nazionale brasiliana Under-17 ha preso parte al campionato sudamericano di categoria nel 2011, contribuendo alla vittoria dei verdeoro con 8 presenze e 2 reti.

## Statistiche

### Presenze e reti nei club
Statistiche aggiornate all'11 luglio 2021.
| Stagione        | Squadra         | Campionato      | Campionato | Campionato | Coppe nazionali | Coppe nazionali | Coppe nazionali | Coppe continentali | Coppe continentali | Coppe continentali | Altre coppe | Altre coppe | Altre coppe | Totale | Totale |
| Stagione        | Squadra         | Comp            | Pres       | Reti       | Comp            | Pres            | Reti            | Comp               | Pres               | Reti               | Comp        | Pres        | Reti        | Pres   | Reti   |
| --------------- | --------------- | --------------- | ---------- | ---------- | --------------- | --------------- | --------------- | ------------------ | ------------------ | ------------------ | ----------- | ----------- | ----------- | ------ | ------ |
| 2021            | Viettel         | V1              | 7          | 2          |                 | -               | -               | ACL                | 4                  | 1                  |             | -           | -           | 11     | 3      |
| Totale carriera | Totale carriera | Totale carriera | 7          | 2          |                 | -               | -               |                    | 4                  | 1                  |             | -           | -           | 11     | 3      |

## Palmarès

### Club

#### Competizioni statali
- Campionato Mineiro: 1

Cruzeiro: 2014

### Nazionale
- Campionato sudamericano Under-17: 1

Ecuador 2011